# Левський (Пазарджицька область)
Ле́вський (болг. Левски) — село в Пазарджицькій області Болгарії. Входить до складу общини Панагюриште.

## Населення
За даними перепису населення 2011 року у селі проживали 707 осіб.
Національний склад населення села:
| Національність   | Кількість осіб | Відсоток |
| ---------------- | -------------- | -------- |
| болгари          | 681            | 98,0%    |
| цигани           | 12             | 1,7%     |
| інша             | 0              | 0%       |
| Всього відповіли | 695            |          |

Розподіл населення за віком у 2011 році:
Динаміка населення: